# Rokowanie
Rokowanie, inaczej prognoza – przewidywanie rozwoju wypadków, postępów i następstw jakichś uprzednich zdarzeń, zjawisk i faktów dokonywane zwykle na podstawie uprzednich badań, doświadczeń, obserwacji lub innych czynników mających wpływ na rozwój danego zjawiska.
Termin często stosowany zwłaszcza w medycynie do określenia przewidywanych następstw danej jednostki chorobowej. Niepomyślne rokowanie co do możliwości wyleczenia danego schorzenia może w skrajnym przypadku oznaczać przewidywaną śmierć chorego.